# Uretère
Ne doit pas être confondu avec Urètre.

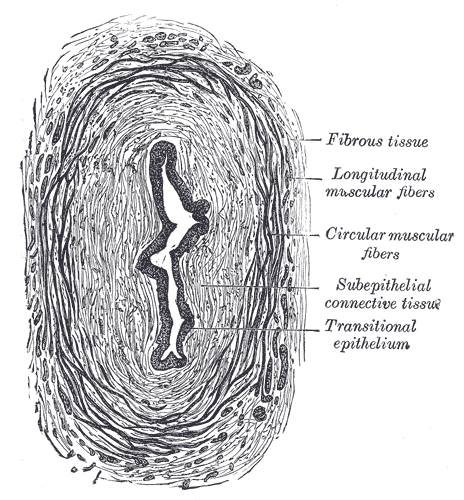
Section transversale de l'uretère.

En anatomie humaine, les uretères (le nom est masculin) sont les deux conduits qui transportent l'urine des bassinets vers la vessie. Les uretères sont des tubes musculaires qui poussent l'urine par des mouvements péristaltiques. Chez l'adulte, ils mesurent habituellement 25 à 35 cm de long.

## Anatomie
L'uretère comprend plusieurs parties. À la sortie du rein, une première partie dilatée : l'infundibulum d'un diamètre de 1 cm. Ensuite un premier rétrécissement : le collet (isthme) ; puis l'uretère s'élargit à nouveau et forme le fuseau lombaire (jusqu'à 1,5 cm de diamètre). Au niveau de la bifurcation de l'iliaque commune, devant la symphyse sacro-iliaque, l'uretère se rétrécit à nouveau et enjambe les vaisseaux. Enfin, dans la partie dorso lat du bassin, il se dilate et forme le fuseau pelvien avant de rejoindre la vessie.
Les uretères pénètrent obliquement à la face postérieure de la vessie, et y rentrent sur quelques centimètres.
Il n'y a pas de valves, le reflux étant normalement empêché par la position oblique des uretères dans la vessie, et le tonus des muscles de la paroi de la vessie.
Les urographies intraveineuses permettent de mettre en évidence que sur la moitié craniale, les uretères sont concaves latéralement et dorsalement, alors que dans la moitié caudale, ils sont concaves médialement et ventralement avant de se jeter dans la face postérieure de la vessie. Si ces trajectoires sont modifiées, cela signifie que l'uretère est comprimé, dévié par un processus pathologique.
Résistance de l’uretère
Un uretère est normalement une structure résistante. L’uretère humain a besoin d’une pression appliquée de 5 000 KiloPascals, donc 5 MegaPascals, pour rompre. Cette valeur est citée par plusieurs auteurs dans plusieurs études et livres sur la Biomecanique. (5MPa= 50 Atmosphères) ,.  Par exemple, le papier A4 normal de 100 g/m2 a une résistance à l'éclatement de 250-300KPa.
La résistance à l'éclatement indique quelle est la force (la pression) que le papier peut tolérer avant rupture. La résistance à l'éclatement est mesurée par la pression hydrostatique maximale (en kPa) nécessaire pour rompre l'échantillon du papier que soumis a une constante augmentation de la pression appliquée,.
Le guide TERUMO de 0,89 mm, très souple, est utilisé pour naviguer dans les uretères et il ne peut pas rompre un uretère sain qui normalement est une structure à la fois délicate, mais résistante.
Une dilatation de l’uretère pourrait se réaliser par un médecin en utilisant un ballonnet de dilatation avec une pression jusqu’au 10-20 atmosphères.

### Rapports

#### Rapports postérieurs
Les uretères sont en rapport avec le muscle grand psoas, les nerfs ilio-hypogastrique, ilio-inguinaux et génito-fémoraux, ainsi qu'avec les artères iliaques. La loi du Luschka (ou anciennement de Buffet) énonce que l'uretère droit croise l'artère iliaque externe et l'uretère gauche, l'artère iliaque commune. 

Les uretères iliaques sont en rapport avec une fossette triangulaire, dite de Cunéo & Marcille. Elle se trouve entre la face latérale de la vertèbre L5, la face médiale du muscle grand psoas et le bord supérieur de l'articulation sacro-iliaque. Celle-ci contient les racines de L4 et L5, la chaîne sympathique lombaire et les vaisseaux ilio-lombaires.

#### Rapports ventraux
Parmi les rapports ventraux, se trouvent les vaisseaux gonadiques qui croisent l’uretère en L3, le 2e duodénum, le cæcum et l'appendice (iliaque ou méso-cœelique) à droite, l'angle duodéno-jéjunale, l'artère colique supérieure et les artères sigmoïdiennes à gauche.
Cela peut expliquer que, par exemple, une appendicite peut provoquer des symptômes semblables à ceux d'une colique néphrétique.

## Vascularisation
Les uretères sont vascularisés chacun par quatre artères, reliées entre elles par de petites anastomoses dans l'adventice. 

L'artère urétérique supérieure est une branche de l'artère rénale, l'artère urétérique intermédiaire est une branche de l'artère gonadique, l'artère urétérique moyenne est une branche de l'artère iliaque commune et l'artère urétérique inférieure est une branche de l'artère du conduit déférent (homme) / utérine (femme) (branches de l'artère iliaque interne elle-même branche de l'artère iliaque commune).

## Histologie
Les uretères, qui sont au nombre de deux, le gauche et le droit, ont un diamètre d'environ 3 mm, avec une lumière étoilée. Cette lumière peut donc s'agrandir au passage de l'urine.
De la lumière vers l'extérieur de la paroi, on retrouve, comme dans le bassinet :
- une muqueuse constituée d'un urothélium, d'une lame basale, épaisse et élastique, qui permet à l'uretère d'être imperméable et d'un chorion riche en fibres élastiques ;
- une musculaire-muqueuse ;
- une sous-muqueuse, tissu conjonctif dense ;
- une musculeuse constituée de fibres musculaires lisses, circulaires puis longitudinales ;
- une adventice, qui joue le rôle de gaine porte-vaisseaux et contient de nombreuses anastomoses.

## Problèmes médicaux de l'uretère
- Cancer de l'uretère
- Passage de calculs rénaux
- Uretèrocèle
- Méga-uretère
- Uretère ectopique

La rupture spontanée de l'uretère
La rupture spontanée de l'uretère est un événement rare, mais pas exceptionnel,,,
Les auteurs américains de Minnesota (Mayo Clinique, Rochester, MN)  déjà en 1991 ont publié 8 cas de rupture spontanée du système collecteur du Haut Appareil Urinaire (HAU) sans pathologie sous-jacente identifiable chez les femmes enceintes et le 17ème cas de rupture rénale spontanée globalement .
Son caractère " spontané " est reconnu en l'absence de manœuvre iatrogène et de chirurgie récente, de traumatisme rénal, de néphro-uropathie préexistante . Un mécanisme d'hyperpression urétérale entraînant fragilisation puis ischémie de la paroi urétérale pourrait en être la cause, favorisé par une lithiase urétérale, un obstacle néoplasique ou un reflux vésico-urétéral ,.
La rupture urétérale spontanée, en l'absence de toute autre cause, est une entité qui existe. Ainsi, la nécessité de maintenir un haut indice de veille, afin d'identifier rapidement cette entité cliniquement, est nécessaire pour instaurer un traitement rapide et donc assurer qu'une rupture «spontanée», ne devient pas un «faux pas» au vrai sens du mot. 
La rupture urétérale spontanée pourrait survenir chez l’enfant et a été déjà signalée dans la littérature, sans aucune explication pathologique.
La rupture urétérale spontanée pourrait survenir chez les personnes avec des maladies ou néoplasies du bassin (pelvis) ,. 
La rupture urétérale spontanée pourrait survenir chez des personnes normales après une colique néphrétique , pendant la grossesse ,,,  un traumatisme parfois banal (accident de la route, chute à vélo, chute de sa hauteur, etc.) ,,,, compression de la vessie ou une vessie distendue .  
La rupture urétérale pourrait aussi survenir après un cathétérisme par une sonde vésicale de type Foley , , ou une administration rapide des liquides par la voie intraveineuse.